# Bloemfontein Celtic FC
Bloemfontein Celtic FC – południowoafrykański klub piłkarski, grający w tamtejszej Premier Soccer League. Klub jest znany jako jeden z najbogatszych w kraju i jako mający najwięcej fanów w stanie Free. Klub został założony w 1969 jako Mangaung United. W 1984 biznesmen Petros Molemela przejął klub i zmienił jego nazwę na Bloemfontein Celtic. W listopadzie 2001, po degradacji Celticu do II ligi, Molemela sprzedał klubowe udziały Jimmy’emu Augousti, byłemu graczowi Bloemfontein oraz Mmuso Tsoametsi. Po trzech latach przebywania w II lidze, w sezonie 2003/2004 klub odzyskał miejsce w Premier Soccer League, a w 2005 wywalczył SAA Supa 8, puchar ośmiu najlepszych drużyn pierwszej ligi. Celtic nie wywalczył w swej historii ani jednego mistrzostwa.

## Sukcesy
- Mainstay Cup: 1985
- SAA Supa 8 Cup: 2005

## Klubowe rekordy
- Najwięcej meczów: William Vries – 306
- Najwięcej meczów w sezonie: Jeffrey Lekgetla – 39, 1992
- Najwięcej goli: Benjamin Reed – 75
- Najwięcej meczów w reprezentacji: Lehlohonolo Seema (Lesotho)

### Osiągnięcia klubu w Castle Premiership w ostatnich latach
- 1996/1997 – 10. miejsce
- 1997/1998 – 12. miejsce
- 1998/1999 – 7. miejsce
- 1999/2000 – 14. miejsce
- 2000/2001 – 17. miejsce
- 2004/2005 – 8. miejsce
- 2005/2006 – 10. miejsce